# 逸見武志
逸見 武志（へんみ たけし、1933年1月11日 - ）は、日本の経営者。昭和シェル石油社長を務めた。東京都出身。

## 経歴
1955年に慶應義塾大学経済学部を卒業し、同年に日本勧業銀行に入行。1964年にシェル石油(のちの昭和シェル石油)に転じ、1976年に取締役に就任し、1983年に常務、1984年に副社長を経て、1989年3月には社長に就任。1993年9月から1995年3月までに取締役相談役を務めた。